# Mišjak Mali
Mišjak Mali je nenaseljeni otočić u hrvatskom dijelu Jadranskog mora.
Njegova površina iznosi 0,32 km². Dužina obalne crte iznosi 2,45 km.